# Zara (nome)
Zara  è un nome proprio di persona inglese femminile.

## Varianti
- Femminili: Zarah, Zaria[1]

## Origine e diffusione
Vi sono molteplici interpretazioni sull'etimologia del nome:
- può trattarsi di una forma anglicizzata del nome Zaira[1];
- può essere una ripresa del nome ebraico maschile e femminile זָרָה (Zara, Zarah, Zerah, Zerach), che significa "sorgere della luce", "alba"[2][3]. È citato nella Bibbia, dove è portato da un personaggio maschile, Zerach (o Zara, Mt 1:3[4]), figlio di Giuda e Tamar (Gn 46:12[5]);
- può riprendere il nome arabo زهرة (Zarah, Zara), basato su zara', "coltivare", "seminare"[2][3], su cui peraltro potrebbe essere basato lo stesso Zaira.

Coincide inoltre con Зара (Zara), un ipocoristico di Захарина (Zaharina), una forma femminile bulgara di Zaccaria.
Il nome venne portato all'attenzione pubblica in Inghilterra quando la principessa Anna lo diede a sua figlia; il suo uso potrebbe anche essere influenzato dalla nota marca di abbigliamento spagnola Zara.

## Onomastico
Il nome è adespota, non avendo sante che gli corrispondano. L'onomastico può essere festeggiato il 1º novembre per la festa di Ognissanti. Nel caso in cui lo si consideri un derivato di Zaira, esiste una santa Zaira commemorata il giorno 21 ottobre.

## Persone
- Zara Cully, attrice statunitense

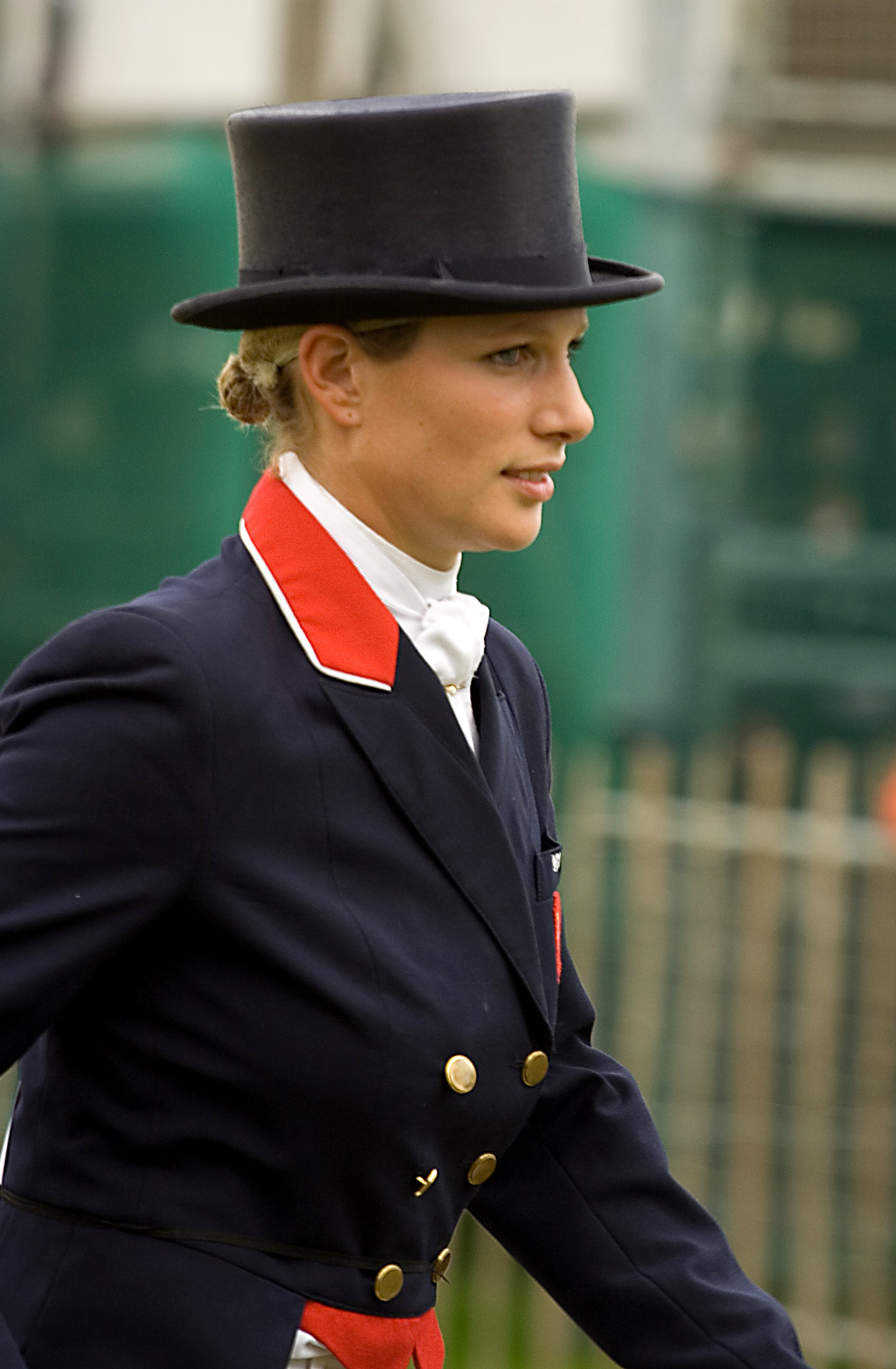
Zara Phillips

- Zara Dampney, giocatrice di beach volley britannica
- Zara Doluchanova, mezzosoprano sovietico
- Zara Larsson, cantante, compositrice e ballerina svedese
- Zara Phillips, cavallerizza e nobile britannica
- Zara Prima, cantante italiana
- Zara Whites, attrice pornografica e attivista olandese naturalizzata francese

### Variante Zarah
- Zarah Leander, cantante e attrice svedese